# Hugh Edward Richardson

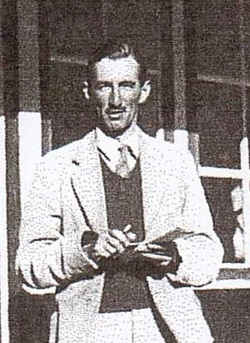
Hugh Richardson, 1936, Tibet

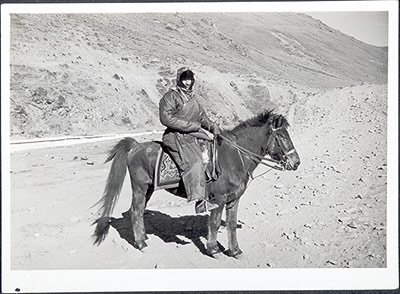
Hugh Richardson (ca. 1940)

Hugh Edward Richardson, OBE, CIE (* 22. Dezember 1905 in St Andrews; † 3. Dezember 2000 in St Andrews) war ein britischer Diplomat und Tibetologe. Seine akademischen Interessen lagen im Bereich der tibetischen Geschichte und Epigraphik.

## Leben
Hugh Richardson wurde 1905 in St Andrews geboren. Er besuchte zunächst die dortige Salvator’s School, danach das Trinity College in Glenalmond und später das Keble College in Oxford. Nach seinem Collegeabschluss wurde er Lehrer an seiner alten Schule in Glenalmond. 1930 entschloss er sich allerdings wie sein Großvater zum Indian Civil Service zu gehen.
Sein Interesse für Tibet entwickelte sich während seiner Tätigkeit als Sub-Divisional Officer in Bengalen zwischen 1932 und 1934, wo er auch begann, Tibetisch zu lernen und mit dem Universalgelehrten Rabindranath Tagore auf Bengalisch konversierte.
Im Zuge einer Gesandtschaft der britischen Regierung unter der Leitung von Basil Gould kam er 1936 nach Lhasa. Von 1936 bis 1947 war Hugh Edward Richardson Diplomat der britischen Regierung in Lhasa. Sein Tibetisch wurde von den Regierungsbeamten des Dalai Lama als „makelloses Lhasa-Tibetisch mit leichtem Oxford-Akzent“ beschrieben.
1944 erhielt er den Order of the British Empire und 1947 wurde er Companion of the Indian Empire.
Nach Gründung der Indischen Union war Richardson von 1947 bis 1950 Diplomat der indischen Regierung in Lhasa, wo er auch mit Peter Aufschnaiter und Heinrich Harrer Freundschaft schloss. Seine Hobbys waren Ornithologie und Botanik, wie auch der Golfsport, den er in Lhasa betrieb, „obwohl die Bälle auf Grund der dünnen Luft viel zu weit fliegen“, wie er feststellte.
1950 begleitete er eine Delegation nach New York, um sich bei den Vereinten Nationen gegen die beginnende Okkupation Tibets durch die Volksrepublik China einzusetzen. Auch im weiteren Verlauf seines Lebens machte er immer wieder auf die Besetzung aufmerksam und war ein Verfechter des Rechts der Tibeter auf eine eigenständige politische Existenz. So verurteilte er die britische Regierung scharf, weil sie die UN-Resolution 1353 (Resolution zu Menschenrechtsverletzungen in Tibet) im Jahr 1959 nicht unterstützte. Er blieb bis zu seinem Tod ein enger persönlicher Freund des 14. Dalai Lama und der tibetischen Exilregierung.
Nachdem er sich entschlossen hatte nach St Andrews zurückzukehren, heiratete Hugh Edward Richardson 1951 Huldah Rennie und begann eine zweite Karriere als Autor und Tibetologe. Er begann Bücher zu schreiben und an mehreren Universitäten Vorlesungen über tibetische Geschichte und tibetische Sprache zu halten. Zusammen mit David Snellgrove war er Gründungsmitglied des Institute of Tibetan Studies in Tring. 1959 spielte er eine wesentliche Rolle bei der Gründung der Tibet Society of the UK. 1981 wurde er Honorary Fellow des Keble College, 1985 verlieh ihm die University of St Andrews die Ehrendoktorwürde, außerdem wurde er 1952 Honorary Fellow der British Academy.
Hugh Edward Richardson starb im Jahre 2000 nach langer Krankheit in St Andrews.

## Auszeichnungen
- 1999: Light of Truth Award

## Werke
- mit Basil Gould: Tibetan Word Book. Oxford University Press, London 1943
- Ancient Historical Edicts at Lhasa. Royal Asiatic Society, London 1952
- Tibet and its History. Oxford University Press, London 1962
- mit David Snellgrove: A Cultural History of Tibet. Weidenfeld and Nicolson, London 1968
- Ch'ing Dynasty Inscriptions at Lhasa. Instituto Italiano per il Medio ed Estremo Oriente, Rome 1974
- A Corpus of Early Tibetan Inscriptions. Royal Asiatic Society, London 1985
- Ceremonies of the Lhasa Year. Edited by Michael Aris. Serindia, London 1993
- High Peaks, Pure Earth: Collected Writings of Tibetan History and Culture. Edited by Michael Aris. Serindia, London 1998